# Loralia pulcherrima
Loralia pulcherrima är en insektsart som beskrevs av Evans 1966. Loralia pulcherrima ingår i släktet Loralia och familjen dvärgstritar. Inga underarter finns listade i Catalogue of Life.